# 高村駅 (京畿道)
高村駅（コチョンえき）は、大韓民国京畿道金浦市にある金浦都市鉄道の駅である。

## 歴史
- 2019年 9月28日：開業[1]。

## 隣の駅
金浦ゴールドライン運営
金浦都市鉄道
豊舞駅 (G107) - 高村駅 (G108) - 金浦空港駅 (G109)